# Giacomo di Savoia-Acaia
Giacomo di Savoia-Acaia (Pinerolo, 1325 – Pinerolo, 17 maggio 1367) fu Signore del Piemonte e Principe di Acaia, dal 1334 alla sua morte.

## Origine
Giacomo, secondo Samuel Guichenon, era il figlio maschio primogenito di Filippo I, signore del Piemonte e Principe di Acaia e della sua seconda moglie, Caterina de la Tour du Pin, che secondo il De Allobrogibus libri novem, era figlia di Umberto I del Viennois, barone de la Tour-du-Pin e delfino del Viennois e conte di Albon e di Anna di Borgogna, delfina del Viennois e contessa di Albon, contessa di Grenoble, di Oisans, di Briançon,  di Embrun e di Gap.
Filippo I di Savoia-Acaia, secondo lo storico francese, Samuel Guichenon, nel suo Histoire généalogique de la royale maison de Savoie, era il figlio maschio primogenito di Tommaso III, Signore del Piemonte e conte di Moriana, e della moglie,  Guya o Gaia di Borgogna, che ancora secondo Samuel Guichenon era figlia di Ugo di Châlon, Conte consorte di Borgogna e Signore di Salins e della Contessa di Borgogna, Adelaide d'Andechs.

## Biografia

### La giovinezza
Il 9 giugno del 1330, suo padre, Filippo I, fece testamento, designando Giacomo, il figlio maschio primogenito (Jacobum eius filium primogenitum), come suo erede, citando tutti gli altri figli, femmine e maschi, ancora in vita e la sua seconda moglie, Caterina, che avrebbe dovuto avere la tutela dei figli (tutricem et curatricem Dominam Catharinam eorum matrem).
Secondo Samuel Guichenon, suo padre, Filippo I, mori a Pinerolo, il 25 settembre del 1334 dove fu sepolto nella chiesa dei francescani; Giacomo gli succedette e fece il suo ingresso in Torino nell'ottobre di quello stesso anno.
Essendo Giacomo ancora minorenne, nel 1335, sua madre, Caterina era reggente: contro questa decisione si sollevarono quasi tutti i feudatari piemontesi, ma il conte Aimone di Savoia seppe placare la ribellione confermando Giacomo come legittimo successore di Filippo.
Nel 1335, sua madre, Caterina, concluse un trattato con il rappresentante del re di Sicilia, Roberto d'Angiò, in Lombardia, in cui si prevedeva la divisione di alcuni feudi.

### Guerra contro i Monferrato e i Saluzzo
Libero dalla tutela della madre, Caterina, morta nel dicembre 1337, che nel marzo 1337 aveva stipulato un contratto per il suo matrimonio con Beatrice, figlia di Tommaso II di Saluzzo, Giacomo, principe d'Acaia, proseguì la politica paterna, senza allearsi apertamente con nessuno e senza inimicarsi troppo le varie potenze piemontesi, eccetto l'alleanza su citata con gli Angiò, che gli permetteva di attaccare tutti i loro nemici salvo i conti di Savoia.
Nel 1339, Giacomo stipulò un patto con Umberto II del Viennois, barone de la Tour-du-Pin e delfino del Viennois e conte di Albon, che prevedeva un reciproco intervento di difesa ad eccezione degli angiò e dei conti di Savoia.
Dopo aver raggiunto una tregua col marchese di Monferrato Teodoro I, in accordo con gli Angiò, nel 1340, Giacomo attaccò il Marchesato di Saluzzo, occupò Saluzzo nel 1341, incendiandola e assediò il marchese di Saluzzo, Tommaso II, nel suo castello; dopo averlo catturato, lo consegnò a Bertrando III Del Balzo, dei conti di Avellino, mentre due suoi figli li condusse prigionieri a Pinerolo.
Dopo la morte di Roberto d'Angiò, avvenuta nel 1341, Giacomo si alleò con i conti di Savoia, per riappropriarsi dei feudi e delle città che appartenevano al regno di Napoli: Giacomo, nel 1346, acquisì 
Alba, mentre assieme ad Amedeo VI di Savoia, occuparono Cuneo, Mondovì, Savigliano ed altre città.
Giacomo, nel 1347 e 1348, con la promessa di riottenere il principato di Acaia fu tra coloro che appoggiarono Luigi I d'Ungheria contro Giovanna I di Napoli.
Giacomo assieme ad Amedeo VI, nel 1356, dovettero combattere contro una lega di cui facevano parte sia Tommaso II che Giovanni II del Monferrato, che, nel 1359, portò al principato del Piemonte le città di Racconigi e Carmagnola.

### L'indipendenza dai Savoia, la prigionia e la morte
Facendosi intanto sempre più stretti i rapporti di sudditanza e vassallaggio al conte Amedeo VI di Savoia, Giacomo approfittò del passaggio in Italia dell'imperatore Carlo IV per cercare di allargare la sua autonomia, facendosi attribuire privilegi in precedenza riservati solo ai conti di Savoia, come la proprietà di una zecca o la possibilità di nominare dei propri notai. La situazione divenne insostenibile quando Giacomo ottenne anche di poter tassare le merci che transitavano per i suoi domini, ed in particolare per l'allora fondamentale Strada di Francia (l'attuale corso Francia): perciò i mercanti fecero appello ad Amedeo VI, che intervenne.
Inoltre, con l'aiuto di Tommaso II di Saluzzo, di Galeazzo II Visconti e di Bernabò Visconti, Giacomo aveva preso parte alla spedizione, nel 1356, contro Ivrea, allora divisa tra Giovanni II del Monferrato e il conte di Savoia, Amedeo VI; nonostante Giacomo avesse giurato di aver occupato solo la parte della città soggetta al dominio monferrino, di fronte a questo atto Amedeo dichiarò il principe di Acaia decaduto dai suoi titoli e mosse apertamente guerra contro di lui e occupò il principato.
Giacomo, arroccatosi a Pinerolo, ne ordinò la fortificazione con il rifacimento delle mura, la costruzione di porte e ponti levatoi, l'erezione di torri e l'abbattimento delle case troppo vicine alla cinta muraria (l'opera voluta da Giacomo fu conclusa nel 1364).
Dichiarato traditore nel 1360, Giacomo venne catturato a Pinerolo e arrestato mentre il figlio ed erede, Filippo si rifugiò ad Alessandria: la vittoria del conte di Savoia fu totale, e Giacomo ottenne la libertà tre anni dopo; per essere prosciolto da ogni accusa e per riottenere i propri domini, dovette versare 160.000 fiorini d'oro, una cifra esorbitante; dovette inoltre rinunciare alle pretese su Ivrea e sul Canavese e fu obbligato a sposare Margherita di Beaujeu, di trent'anni più giovane.
Preso possesso dei suoi domini, Giacomo entrò trionfalmente in Torino e confermò i privilegi dei suoi abitanti.
Amedeo VI lo costrinse a far la guerra contro il marchese Federico II di Saluzzo, conquistando Pianezza nel 1364; ma dovette subire la delusione di vedere il figlio, Filippo schierato con i suoi avversari.
Il 16 maggio del 1366, Giacomo fece testamento, designando il figlio maschio primogenito Filippo (Philippum eius filium), come suo erede, citando la sua terza moglie, Margherita (Dominæ Margaretæ de Bellojoco eius conjugi) e anche gli altri due figli, Ludovico (Ludovicum eius filium quem suscepit a dicta D. Margarita nunc conjuge sua) e Amedeo (Amedeum filium suum quem a dicta D. Margareta nunc conjuge sua primogenitum suscepit).
Con un documento del mese di aprile del 1367.
In quello stesso periodo però, il figlio, Filippo, si alleò con il marchese Federico II di Saluzzo e i signori di Milano, Galeazzo II Visconti e Bernabò Visconti, per fare guerra al conte di Savoia Amedeo VI.
Con un documento del 25 aprile del 1367, allora Giacomo diseredò il figlio primogenito, Filippo (dominus Philippus de Sabaudia eius natus), definendolo ingrato e non meritevole (ingratus et immeritus); quindi fu costretto a destinare la successione solo ai figli avuti dalla sua terza moglie, i fratellastri di Filippo, Amedeo e Ludovico, perciò Filippo capeggiò una violenta ribellione.
Con la rivolta di Filippo ancora attiva ed i domini piemontesi disastrati dalla guerra precedentemente persa, Giacomo si spense nel 1367, lasciando il principato in preda al caos (Samuel Guichenon riporta che morì il 17 maggio 1366 e che fu sepolto nella chiesa di San Francesco di quella città).

## Matrimoni e discendenza
Giacomo aveva sposato, in prime nozze, nel 1338, Beatrice d'Este (†1339), figlia di Rinaldo II, signore di Ferrara e di Modena, che Samuel Guichenon, riporta che morì pochi mesi dopo. Pur senza nominarla, Giacomo cita da aver avuto una moglie prima di Sibilla di Baux (Principessa Sibilla di Beaux sua Seconda Consorte).
Giacomo da Beatrice non ebbe figli.
Rimasto vedovo, Giacomo, in seconde nozze, il 9 giugno 1339, sposò, come riporta ancora Samuel Guichenon, Sibilla Del Balzo (†1361), figlia di Raimondo II, 10° signore di Baux e 2º conte di Avellino e vicario generale di Acaia (1264-1321) e di Etienette des Baux-Purycard; questo secondo matrimonio viene citato anche nel testamento di Giacomo (D. Sibilla de Baucio eius conjuge).
Giacomo da Sibilla ebbe un figlio:
- Filippo II (*1340 †1369, principe di Piemonte[18].

Rimasto nuovamente vedovo, Giacomo, in terze nozze, il 16 luglio 1362, sposò, come riporta ancora Samuel Guichenon, Margherita di Beaujeu (*1346 †1402), figlia di Edoardo I, signore di Beaujeu, e di Maria di Til; il contratto di matrimonio era stato siglato due giorni prima. Dopo essere rimasta vedova, Margherita si ritirò in convento.
Giacomo da Margherita ebbe due figli:
- Amedeo (*1363 †1402), principe di Piemonte[22].;
- Ludovico (*1364 †1418), principe di Piemonte[22].

Giacomo ebbe anche un figlio illegittimo:
- Antonio, detto "di Morea" (fl. 1418-1422), il 5 marzo 1418 fu riconosciuto signore di Busca e nel 1422 signore di Genola, dando inizio al ramo cadetto morganatico di Savoia-Busca[23][24].

## Ascendenza
|                            |                              |                        | Genitori                      |  |  | Nonni |  |  | Bisnonni             |  |  | Trisnonni           |  |
|                            |                              |                        |                               |  |  |       |  |  | Tommaso II di Savoia |  |  | Tommaso I di Savoia |  |
|                            |                              |                        |                               |  |  |       |  |  | Tommaso II di Savoia |  |  | Tommaso I di Savoia |  |
|                            |                              | Margherita di Ginevra  |                               |  |  |       |  |  | Tommaso II di Savoia |  |  |                     |  |
| Tommaso III di Savoia      |                              |                        |                               |  |  |       |  |  | Tommaso II di Savoia |  |  |                     |  |
|                            |                              | Beatrice Fieschi       | Teodoro Fieschi               |  |  |       |  |  |                      |  |  |                     |  |
|                            |                              | Beatrice Fieschi       | Teodoro Fieschi               |  |  |       |  |  |                      |  |  |                     |  |
|                            |                              | Beatrice Fieschi       | Simona de Volta di Capo Corso |  |  |       |  |  |                      |  |  |                     |  |
| Filippo I di Savoia-Acaia  |                              | Beatrice Fieschi       |                               |  |  |       |  |  |                      |  |  |                     |  |
|                            |                              | Ugo di Châlon          | Giovanni di Châlon            |  |  |       |  |  |                      |  |  |                     |  |
|                            |                              | Ugo di Châlon          | Giovanni di Châlon            |  |  |       |  |  |                      |  |  |                     |  |
|                            |                              | Ugo di Châlon          | Matilde di Borgogna           |  |  |       |  |  |                      |  |  |                     |  |
| Guya di Borgogna           |                              | Ugo di Châlon          |                               |  |  |       |  |  |                      |  |  |                     |  |
|                            |                              | Adelaide I di Borgogna | Ottone II di Borgogna         |  |  |       |  |  |                      |  |  |                     |  |
|                            |                              | Adelaide I di Borgogna | Ottone II di Borgogna         |  |  |       |  |  |                      |  |  |                     |  |
|                            |                              | Adelaide I di Borgogna | Beatrice II di Borgogna       |  |  |       |  |  |                      |  |  |                     |  |
| Giacomo di Savoia-Acaia    |                              | Adelaide I di Borgogna |                               |  |  |       |  |  |                      |  |  |                     |  |
|                            | Alberto IV de la Tour du Pin | …                      |                               |  |  |       |  |  |                      |  |  |                     |  |
|                            | Alberto IV de la Tour du Pin | …                      |                               |  |  |       |  |  |                      |  |  |                     |  |
|                            | Alberto IV de la Tour du Pin | …                      |                               |  |  |       |  |  |                      |  |  |                     |  |
| Umberto I del Viennois     | Alberto IV de la Tour du Pin |                        |                               |  |  |       |  |  |                      |  |  |                     |  |
|                            |                              | Beatrice di Coligny    | …                             |  |  |       |  |  |                      |  |  |                     |  |
|                            |                              | Beatrice di Coligny    | …                             |  |  |       |  |  |                      |  |  |                     |  |
|                            |                              | Beatrice di Coligny    | …                             |  |  |       |  |  |                      |  |  |                     |  |
| Caterina de la Tour du Pin |                              | Beatrice di Coligny    |                               |  |  |       |  |  |                      |  |  |                     |  |
|                            |                              | Ghigo VII del Viennois | Ghigo VI del Viennois         |  |  |       |  |  |                      |  |  |                     |  |
|                            |                              | Ghigo VII del Viennois | Ghigo VI del Viennois         |  |  |       |  |  |                      |  |  |                     |  |
|                            |                              | Ghigo VII del Viennois | Beatrice di Monferrato        |  |  |       |  |  |                      |  |  |                     |  |
| Anna di Borgogna           |                              | Ghigo VII del Viennois |                               |  |  |       |  |  |                      |  |  |                     |  |
|                            |                              | Beatrice di Faucigny   | Pietro II di Savoia           |  |  |       |  |  |                      |  |  |                     |  |
|                            |                              | Beatrice di Faucigny   | Pietro II di Savoia           |  |  |       |  |  |                      |  |  |                     |  |
|                            |                              | Beatrice di Faucigny   | Agnese di Faucigny            |  |  |       |  |  |                      |  |  |                     |  |
|                            |                              | Beatrice di Faucigny   |                               |  |  |       |  |  |                      |  |  |                     |  |

### Fonti primarie
- (LA)  De Allobrogibus libri novem.
- (LA)  Preuves de l'Histoire généalogique de la royale maison de Savoie, justifiée par titres, .par Guichenon, Samuel
- (LA)  Storia dei principi di Savoia del ramo d'Acaia, signori del Piemonte, Volume 2

### Letteratura storiografica
- (FR)  Histoire généalogique de la royale maison de Savoie, justifiée par titres, ..par Guichenon, Samuel
- (FR)  Histoire de la Maison de Savoie
- (FR)  Preuves de l'Histoire généalogique de la royale maison de Savoie, justifiée par titres, .par Guichenon, Samuel
- Dante Bruno, Alla scoperta del Marchesato di Busca. Cenni e vicende di un piccolo stato italiano (PDF), Saluzzo, Fusta Editore, 2014. URL consultato il 28 novembre 2019. Ospitato su www.euweb.it.